# Скоморошина (фольклор)
Скоморошина — термин без точных границ, которым пользуются для определения различных видов русского песенного (стихотворного) фольклора с явно выраженным сатирическим, комическим, шутейным, пародийным началом, с откровенной установкой рассмешить, позабавить слушателей, высмеять отдельные явления жизни. В скоморошинах логика сочетается с абсурдом, конкретное с абстрактным, вымысел с реальностью.

## Типы
Известные литературоведы и фольклористы относили скоморошины к эпическому жанру («скоморошьи старины», «старины-фабльо», «шутовые старины» – А. Д. Григорьев; «былины скоморошьего склада» — А. М. Лобода; «былины-скоморошины» – В. Я. Пропп и Б. Н. Путилов — правда, их же — по крайней мере некоторые из них — они называют «скоморошьими балладами»), построенному по комическому признаку. Л. М. Ивлева писала: «Скоморошины следует выделить как особый вид песенно-эпического фольклора, основным принципом в художественной структуре которого является комическая заданность, своего рода установка на комизм».
Поэтика скоморошин, как и их содержание, обычно связана с поэтикой и содержанием былин, но в «перевернутом», пародийном виде. «Эффект смешного в скоморошинах, — замечает по этому поводу Б. Н. Путилов, — достигается нередко путём пародирования стиля высокого эпоса. Один тип пародии сводится к тому, что стиль героических былин, приемы, служившие изображению богатырей, богатырских сражений и тому подобного, прилагаются к персонажам отнюдь не былинным, к ситуациям самым обыденным, «низким», что и создает комический эффект. Другой тип скоморошин основан на подчеркнутом снижении стиля героического эпоса, его мотивов, образов, элементов композиции. Скоморошина, как бы следуя за эпосом, «переворачивает» в комическом духе величественные описания природы, гиперболические изображения богатырей и их подвигов, нарочито показывает подчеркнуто некрасивое, уродливое, нелепое. При этом скоморошина имеет тенденцию представлять ситуацию похожей на былинную, но изображать её в мнимо героическом духе».
Ко второму типу скоморошин принадлежат тексты, обнаруживающие близость — и по сюжету, и по функции — с частыми лирическими (плясовыми или игровыми) песнями.
Третьим, и наиболее пёстрым, типом скоморошин, содержащим несколько подтипов, являются скоморошины-пародии. Пародийные элементы встречаются практически во всякой скоморошине — но для большинства скоморошин пародия на какой-либо «серьёзный» жанр не является целью — она средство создания комического эффекта, причем для этого хватает пародии отдельных элементов стиля и поэтических средств. В части же текстов пародия выступает как основной художественный приём и цель создания текста. В композиционном отношении такие скоморошины воспроизводят жанровый канон пародируемого произведения.

## Образцы
В своеобразных сюжетных формах скоморошины преобладают неправдоподобные ситуации и «вывернутые» образы. К скоморошинам относят былины-пародии («Агафонушка», «Старина о большом быке»), сатирические баллады («Гость Терентище», «Травник»), сатирические и комические песенки («Фома и Ерема», «Сергей хорош»), небылицы, «тутовые старины» («Ловля фазана»), исторические песни с элементами пародии («Кострюк») и др.